# Thomas Florschütz
Thomas Florschütz (ur. 20 lutego 1978 w Sonnebergu) – niemiecki bobsleista (pilot boba), srebrny medalista olimpijski i pięciokrotny medalista mistrzostw świata.
Igrzyska w 2010 były jego pierwszą olimpiadą. Srebro wywalczył w dwójkach, w parze z Richardem Adjei. W zawodach seniorskich startuje od 2006. Jest trzykrotnym medalistą mistrzostw świata, w tym dwukrotnie srebrnym w dwójkach.
Jego brat, saneczkarz André Florschütz, także jest medalistą olimpijskim.